# La Repubblica
La Repubblica är en av Italiens största dagstidningar. Den grundades 1976 av Eugenio Scalfari. Tidningen beskrivs som socialdemokratisk.